# Bảo tàng Zakopane Style tại Biệt thự Koliba

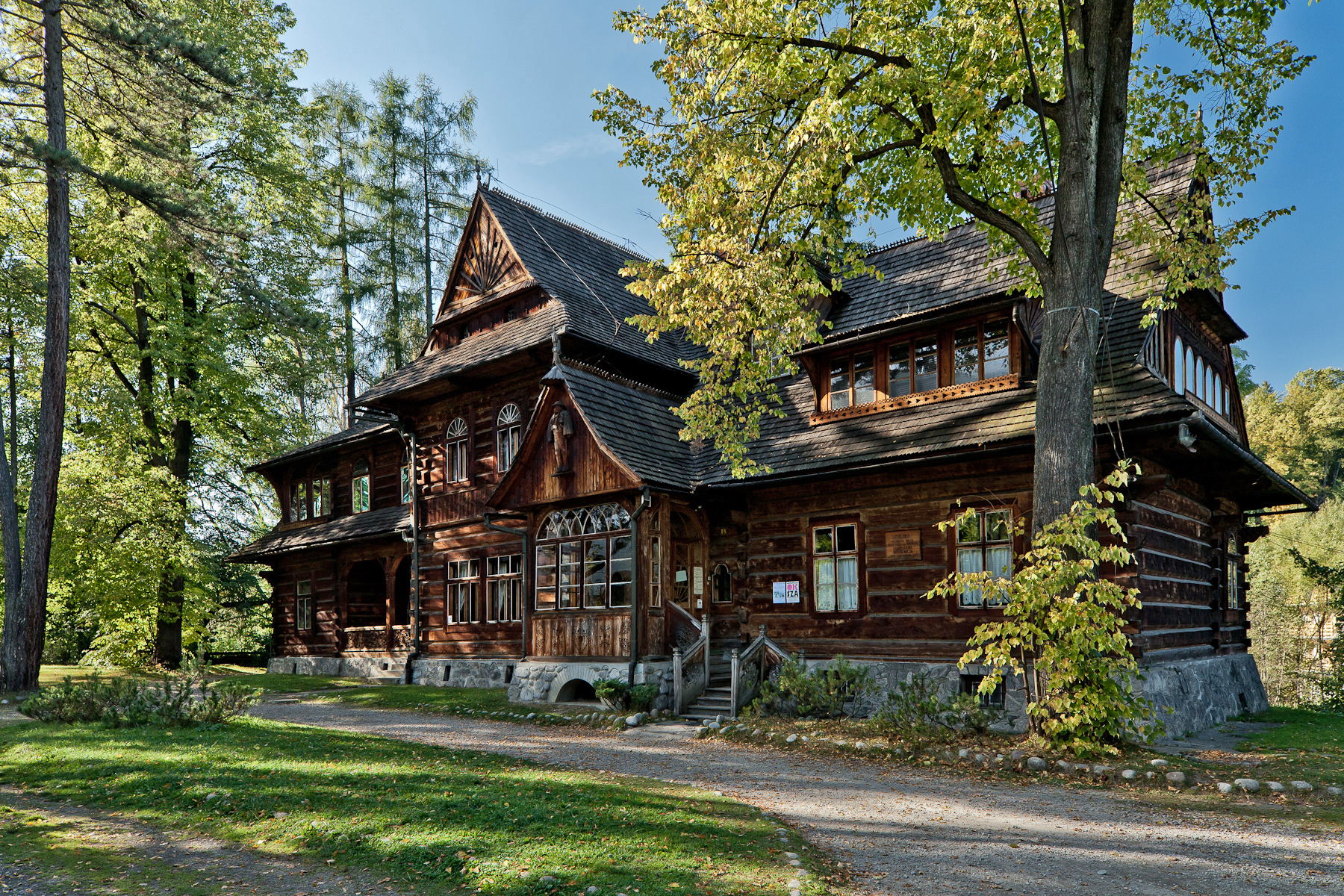
Bảo tàng Zakopane Style tại Villa Koliba

Bảo tàng Phong cách Zakopane tại Biệt thự Koliba là một bộ phận của Bảo tàng Tatra ở Zakopane, và một bảo tàng theo phong cách Zakopane.
Biệt thự được xây dựng từ năm 1892 đến 1893 theo phong cách Zakopane dựa trên thiết kế của Stanisław Witkiewicz. Đó là tòa nhà đầu tiên được xây dựng theo phong cách Zakopane. Biệt thự Koliba là một di tích Ba Lan đã được đăng ký từ năm 1983. Tên koliba bắt nguồn từ cùng một từ trong phương ngữ của khu vực Goral của Ba Lan có nghĩa là một túp lều của người chăn cừu.

## Lịch sử
Biệt thự được xây dựng cho Zygmunt Gnatowski. Gnatowski cần một tòa nhà nơi anh ta có thể lưu trữ bộ sưu tập hiện vật dân tộc học của mình. Ban đầu, ông nhắm đến việc xây dựng một túp lều đơn giản dựa trên kiến trúc Podhale hiện có, nhưng đã bị Stanisław Witkiewicz thuyết phục để thay vào đó có một ngôi nhà theo phong cách mới nổi của người Kuropane được xây dựng thay thế. Witkiewicz, đã là một nghệ sĩ nổi tiếng, người vẽ phác thảo và nhà viết kịch, đã háo hức giới thiệu một phong cách kiến trúc địa phương mới cho khu vực khi ông nhận thấy rằng cư dân địa phương giàu có bắt đầu dựng nhà theo phong cách dân gian Thụy Sĩ. Witkiewicz đã nhắm đến việc giới thiệu một loạt các kiến trúc mộc mạc của quốc gia cho Ba Lan, và dựa trên các bản phác thảo của ông về các họa tiết trang trí địa phương.
Bản phác thảo của Koliba Villa được thực hiện vào năm 1891 và sau đó nó được xây dựng bởi các công nhân địa phương vào năm 1892-1893 ở Zakopane tại Phố Kościeliska.

## Bảo tàng phong cách Zakopane

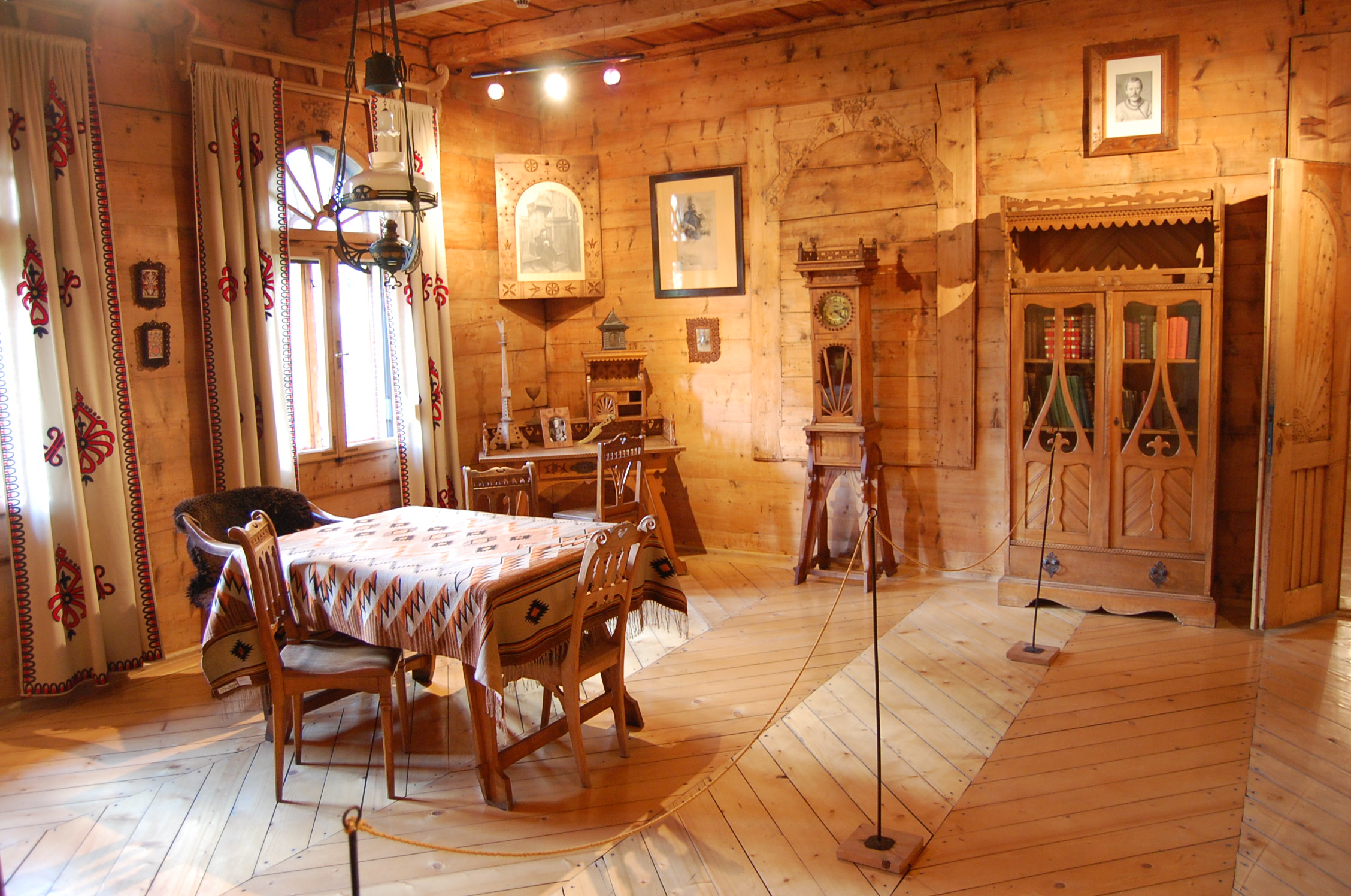
Villa Koliba - nội thất

Biệt thự Koliba đã hoạt động với tên gọi Bảo tàng Phong cách Zakopane kể từ ngày 4 tháng 12 năm 1993, một chi nhánh của Bảo tàng Tatra ở Zakopane.
Năm phòng trong phần ban đầu của tòa nhà, nơ được sắp xếp theo chức năng ban đầu mà chúng thực hiện khi Gnatowski sở hữu tòa nhà. Ở tầng trệt, du khách có thể nhìn thấy phòng ăn, phòng khách và phòng ngủ, và trên tầng cao nhất - phòng của Gnatowski và phòng của người hầu.
Bộ sưu tập dân tộc học do Gnatowski lắp ráp có thể được nhìn thấy trong "buồng cao nguyên Tatra", nơi trưng bày đồ nội thất, đồ vật, đồ dùng và đồ vật thủ công được làm theo phong cách Zakopane vào cuối thế kỷ 19 và đầu thế kỷ 20. Nhiều vật thể trong số này được chế tạo dựa trên thiết kế của Stanisław Witkiewicz.